# Corts de la Restauració
Les Corts van ser el parlament bicameral del Regne d'Espanya vigent entre 1876 -promulgació de la Constitució de 1876- i 1923 -suspensió de la Constitució arran del cop d'estat de Primo de Rivera-, durant la Restauració borbònica a Espanya.

## Poder legislatiu
A la Constitució de 1876, el poder legislatiu es va establir com a compartit pel monarca i les Corts. Aquestes van consistir en un sistema bicameral, la convocatòria del qual, suspensió, tancament i dissolució, corresponia, segons la Carta Magna, al monarca. La possibilitat per part del rei de vetar les lleis que provenien de les Corts col·locava les Corts en una posició de inferioritat davant de la Corona.

## Senat
El Senat era la cambra alta de les Corts. Estava conformada per senadors vitalicis nomenats pel rei, senadors per dret propi i senadors electes. Per poder ser senador calia ser espanyol, tenir trenta-cinc anys, no estar processat criminalment ni inhabilitat en l'exercici dels seus drets polítics, i no tenir els seus béns intervinguts.
Els senadors vitalicis eren, com diu el seu nom, senadors el càrrec dels quals dura tota la vida. Eren nomenats pel rei, a proposta del Govern, el qual els elegeix entre els Grans d'Espanya, presidents de Reales Academias, ambaixadors, bisbes, exministres, etc.
Els senadors per dret propi eren aquells que es consideren senadors pel dret que comporten les altes jerarquies que han aconseguit. Són senadors per dret propi els almiralls de l'Armada, els capitans generals de l'Exèrcit i els Grans d'Espanya de primera classe.
Els senadors elctes són elegits pels majors contribuents, els regidors, els diputats provincials, les universitats, Els cabildos metropolitans, la Reial Acadèmia de la Història, la Reial Acadèmia Nacional de Medicina o altres, així com els ministeris, les societats d'Amics del País i altres societats econòmiques. Per ser senador electe calen certs requisits: haver complert els trenta-cinc anys i haver estat elegit tres vegades diputat. Les seves funcions duren deu anys, però cessen en dissoldre's les Corts.

## Congrés dels Diputats
El Congrés dels Diputats era la cambra baixa de les Corts. Estava conformada pels diputats, elegits per un període de cinc anys. No hi havia límit de mandats. Per ser elegit diputat calia ser espanyol, d'estat seglar, més gran, i gaudir de tots els drets civils. La Constitució establia que havia de nomenar-se almenys un diputat per cada 50 000 habitants. Durant tot el període de la Restauració es van celebrar vint eleccions al Congrés dels Diputats. El nombre de diputats electes va anar augmentant des dels 392 diputats de les eleccions de 1879 fins als 437 diputats de les eleccions de 1923.
Des de 1879 fins a 1886 les eleccions al Congrés dels Diputats de la Restauració van emprar el sufragi censitari o restringit masculí, com establia la Llei Electoral de 1878. En 1890 Sagasta va reintroduir el sufragi universal masculí en una nova llei electoral. En 1907 es va introduir una nova llei electoral, la Llei Maura, que va mantenir el sufragi universal masculí i va introduir el sufragi obligatori. Finalment, les Corts van ser dissoltes pel cop d'Estat de Miguel Primo de Rivera el 1923.
| Elecciones | Partido en el gobierno | Sufragio          |
| ---------- | ---------------------- | ----------------- |
| 1879       | Partido Conservador    | censitari masculí |
| 1881       | Partit liberal         | censitari masculí |
| 1884       | Partit conservador     | censitari masculí |
| 1886       | Partit liberal         | censitari masculí |
| 1891       | Partit conservador     | universal masculí |
| 1893       | Partit liberal         | universal masculí |
| 1896       | Partit conservador     | universal masculí |
| 1898       | Partit liberal         | universal masculí |
| 1899       | Partit conservador     | universal masculí |
| 1901       | Partit liberal         | universal masculí |
| 1903       | Partit conservador     | universal masculí |
| 1905       | Partit liberal         | universal masculí |
| 1907       | Partit conservador     | universal masculí |
| 1910       | Partit liberal         | universal masculí |
| 1914       | Partit conservador     | universal masculí |
| 1916       | Partit liberal         | universal masculí |
| 1918       | Partit liberal         | universal masculí |
| 1919       | Partit conservador     | universal masculí |
| 1920       | Partit conservador     | universal masculí |
| 1923       | Partit liberal         | universal masculí |